# Savage genius
savage genius es una banda japonesa formada por Aa (vocalista) y Takumi (compositor y productor).
El grupo comenzó escribiendo canciones en Kōbe para conciertos. En 2001 debutaron en el AXIA Artist Audition, sus patrocinadores fueron la Warner Music Japan donde sacaron dos singles. En febrero de 2002, debutaron con el primer sencillo "Orange". Más tarde en el mismo año, en junio lanzaron otro sencillo más con Warner Music Japan, "Koigokoro". 
Dos años más tarde y hasta el día de hoy Victor Entertainment fue quien los patrocina sacando varios discos a la venta, tanto originales como para series animé.
Su primer sencillo con flying DOG, (subsección de Victor Entertainment) fue "Omoi wo Kanadete", lanzado el 21 de octubre de 2004.
El 30 de noviembre de 2007, Takumi anuncia su retiro, así quedando Aa como la única miembro del grupo, quien conserva el nombre del grupo. 
Desde entonces, ella colabora con otros artistas para la composición de otros trabajos.

## Discografía

### Sencillos
- 27 de febrero de 2002 Orange
- 21 de junio de 2002 Koigokoro (恋心?  "Un corazón enamorado")
- 21 de octubre de 2004 Omoi wo Kanadete (想いを奏でて?)
- 11 de mayo de 2005 Forever...
- 6 de julio de 2005 Take a chance.
- 19 de abril de 2006 Inori no Uta (祈りの詩?  "Canción de oración")
- 21 de diciembre de 2006 Aizome ~ Futakomori (あいぞめ～二籠?  "Añil ~ Dos prisioneros")
- 16 de mayo de 2007 Hikari no Yukue (光の行方?  "El paradero de la luz")
- 16 de octubre de 2008 JUST TUNE
- 3 de junio de 2009 Maze feat. Tomoe Ohmi (近江　知永?  Ohmi Tomoe)
- 19 de agosto de 2009 Watashi wo mitsukete (私をみつけて。 ?  "Encuentrame")

### Álbumes
5 de julio de 2006 Kaze no Kesshō (風の結晶?  "Viento de cristal")
1. Prologue
2. Into the Sky ~kaze no kesshou~
3. Omoi o Kanadete (想いを奏でて?)
4. Still I Love You.
5. Ame Agari (雨あがり?)
6. Inori no Uta (祈りの詩?) (Album mix)
7. Atashi no Subete (あたしのすべて?) ~Die for You~
8. Butterfly
9. Itsuka Tokeru Namida (いつか溶ける涙?)
10. Mikazuki dake (三日月だけ"?)
11. Take a Chance
12. Shigatsu (四月?  "April")
13. Forever...
14. Yume no Atosaki (夢のあとさき?)

7 de noviembre de 2007 Sora no Kotoba (空の言葉?  "El lenguaje del cielo")
1. 光の行方 ～Album Long Version
2. Mō Nido to  (もう二度と)?)
3. 永遠に降る粉雪
4. Prometheus (プロメテウス?)
5. 恋しくて恋しくて
6. Anata no Yō desu  (あなたのようです?)
7. Beautiful world ～人魚の涙～
8. Merry Christmas for you
9. あいぞめ ～二籠
10. 夢路へ
11. 虹を渡る時がきた

## Otras actividades
Actualmente savage genius tiene su propio programa de radio en Internet, programa que puede ser seguido en la página oficial de la banda.